# イートン・カレッジ
イートン・カレッジ（英名: Eton College〈イートン校〉、正式名称: King's College of Our Lady of Eton beside Windsor）は、1440年に創設された英国のパブリックスクール。男子全寮制のボーディングスクールで、ケンブリッジ大学のキングス・カレッジの姉妹校である。英国国教会（イングランド国教会）に属する。
ロンドン西郊に位置し、王室のある街ウィンザーとはテムズ川を渡って対岸にあるバークシャー州イートンに広大な敷地を持ち、ゴシック様式の校舎や礼拝堂、歴史博物館など荘厳な歴史的建造物が軒を並べている。各界に多くの著名人を輩出し、特に過去20人の首相を出した英国一の名門校とされている。
日本での一般的な称呼「カレッジ」は北米英語の発音であり、アイルランド、カナダを除くブリティッシュ及びコモンウェルス英語での発音は「コレッジ」である。

## 概要

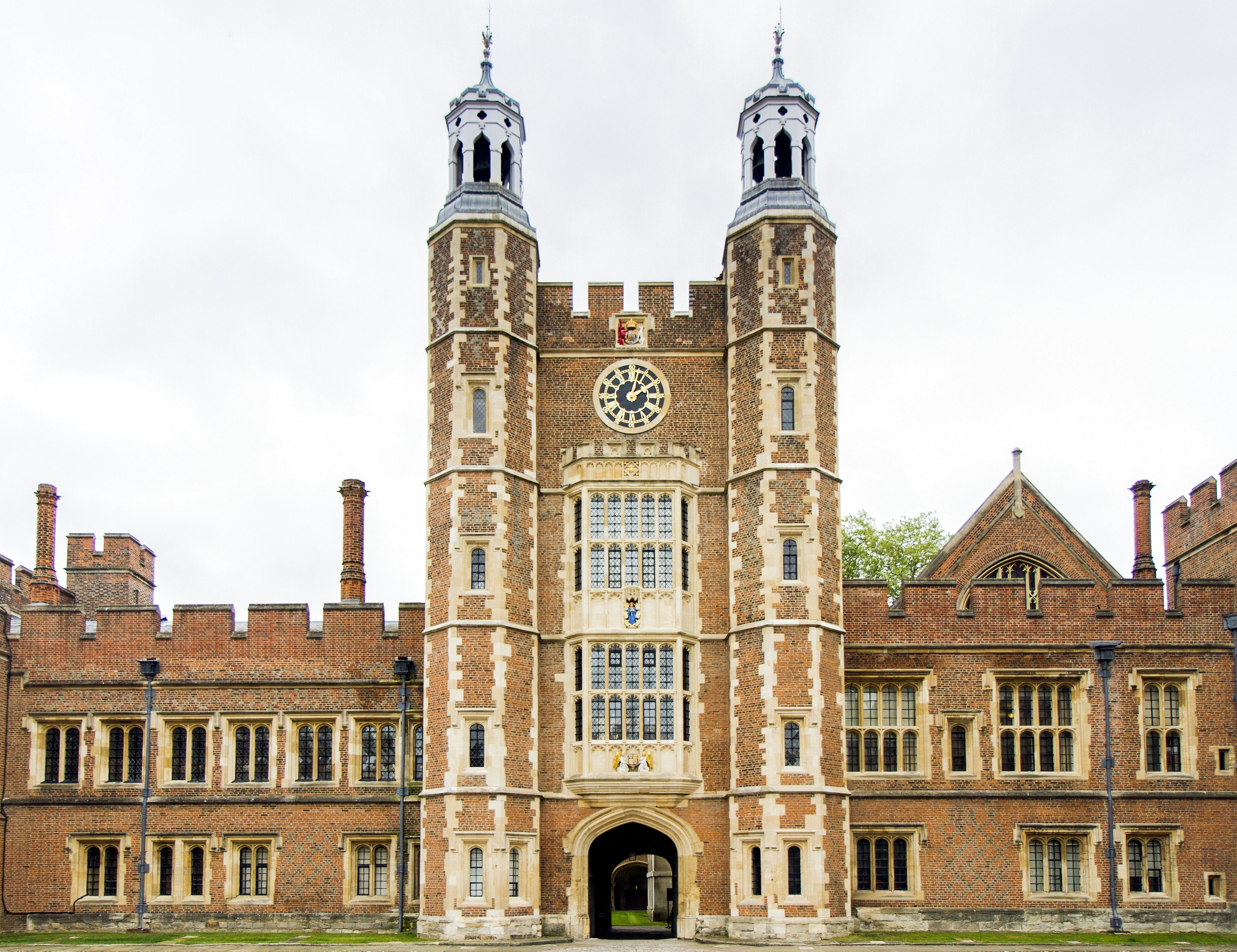
イートン校
Lupton's Tower／ラプトンの塔

イートン校の生徒は13歳から18歳までの少年約1,300人ほど（1学年あたり250人ほど）で、学費は年46000ポンドに達する。
そのうち試験によって、1学年で14人ほどだけが、学費の10%をまかなう奨学金を受け「王の学徒（王室奨学生、King's Scholar）」、一般には「カレッジャー」と呼ばれ、「カレッジ」に住む事ができる。これは元来、学校がヘンリー6世の創設によるもので、当時は1学年14人、全校で70人で、全員が王によって学費を保障されていたことにちなむ。残りの生徒は「ハウス」に住み、「オピダンズ（Oppidans）」と呼ばれる（オピダンズとは「町の子」の意味。ラテン語の「町（オッピドゥム、Oppidum）」にちなみ、かつて70人から徐々に増えていった分の生徒はイートンの対岸のウィンザーの町の下宿から通っていたことによる。後にマナーの教育を徹底させるためハウスという寮に入れることになった）。多くのハウスがあり、それらはハウスに生徒とともに住んでいる教師（寮長）のイニシャルをとって呼ばれている。
イートン校は、イギリスの各界指導層を構成している校友の学閥の存在が有名であり、また独自の用語や伝統が数多く残されていることでも知られる。特に黒の燕尾服、チョッキ、ファルスカラー、ピンストライプのズボンにタイという制服は今も変わらず異彩を放っている。現在の制服はジョージ3世の葬儀の際に喪服として着られ、そのまま定着したものである。また、校内で属する集団（Popと呼ばれる指導的立場の生徒集団、Sixth Form Selectと呼ばれる成績優秀者集団など）によってチョッキのボタンやズボンなど細部が異なっているので、どういう集団の一員かが一目で分かる。「王の学徒」は黒いガウンを着ることが要求される。
ハロウスクールと対戦するクリケットの試合は200年以上の歴史のあるスポーツの伝統である。1805年に開始され、クリケットの聖地と言われるローズ・クリケット・グラウンドで毎年試合が行われる。ほかに特徴的な伝統は、イートン・ウォール・ゲーム（サッカーとラグビーが混ざったような球技）とイートン・フィールド・ゲーム（サッカーに似た球技）という二つの球技である。

## イートン連合
イートン校を含む12の私立名門校で成り立つイートン連合（Eton Group）は、イベントやトーナメント、学習方針の相談などで協力する結社である。

### 加盟校
- ブライアンストン校
- ダリッチ校
- イートン校
- ハイゲイト校
- キングス・カレッジ・スクール
- マールバラ校
- シェルボルン校
- セント・ポール校
- キングス・スクール
- トンブリッジ校
- ユニバーシティ・カレッジ・スクール
- ウェストミンスター校

## 歴史

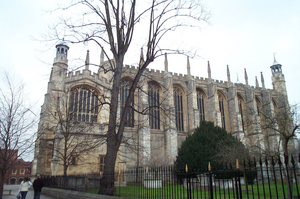
イートン校のチャペル（英国国教会）

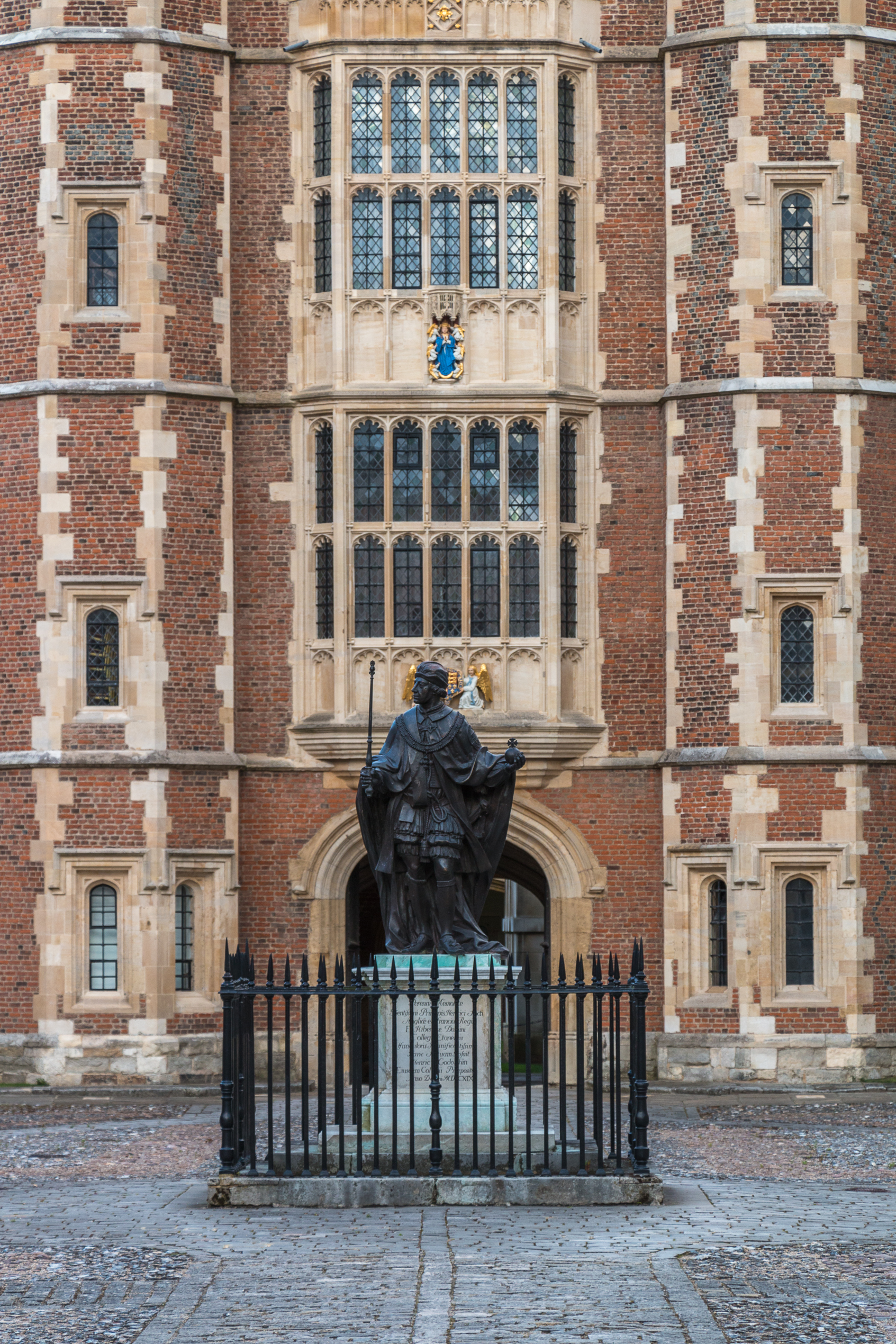
創設者ヘンリー6世の像

1440年、ヘンリー6世により創立。もとは70人の貧しい少年たちに無料で学問を施すために設立された。彼らはその後、ケンブリッジ大学のキングス・カレッジ（同じくヘンリー6世が1441年に設立したイートン校の姉妹校）に進学することとなる。イートン校設立の際、学生の半分と校長はウィンチェスター校（1382年創立）から招聘され、以後ウィンチェスター校を手本にイートン・コレッジは成長し、17世紀には有名校となった。
ヘンリー6世は学校に多大な寄付をした。広大な敷地、驚くべき規模の建物、いくつかの聖遺物（おそらく、聖十字架の一部や茨の冠の一部）などである。また、教皇を説得して、生徒にイングランド内で聖母被昇天の祭日に苦行者に贖宥状を発行できる特権を与えさせた。
しかし、ヘンリー6世が1461年にエドワード4世によって追放されたあと、エドワード4世は学校に対するすべての寄付を破棄して、資産や聖遺物のほとんどをテムズ川対岸のウィンザー城の聖ジョージ礼拝堂に持ち去った。伝説では、エドワードの愛人であったジェーン・ショアが学校に介入して多くのものを守ったが、王の遺産と教師の数は非常に削られた。
資産も奪われ、しかも壮大な校舎がまだ建設中だったため、財政は極めて厳しくなった。礼拝堂や校舎の計画を縮小しつつ、多くの聖職者や貴族らが寄付をして建築は進められ、その際寄付者の名前が栄誉を称えて校舎のあちこちに付くこととなった。19世紀、測量技師としてイートンに来た建築家ジョン・ショーJr.は生徒の生活改善のためコレッジの新しい一部を建設した。
ナポレオンを破った著名な軍人である初代ウェリントン公爵アーサー・ウェルズリーが
ワーテルローの戦いはイートン校の運動場で勝ち取られた
と言った話は広く知られている。しかし、ウェルズリーはイートン校に入学したが、学費不足と不熱心さのため退学している。実際には、英国生まれのフランス人で、19世紀の自由主義的なカトリック指導者であったシャルル・ド・モンタランベール伯爵の言葉である。もっとも、ウェルズリーがイートン校で人気があったのは事実で、彼は晩年何度もイートンを訪れている。

## 日本との関わり
都立日比谷高校、都立大学附属高校、静岡県立浜松西高・中等部、愛知県立刈谷高校、京都府立洛北高・附属中、熊本県立熊本高校、武蔵高・中、早稲田中・高、市川中・高、三田学園中・高など、戦前の旧制中学校時代から当時の新教育運動（日本では「大正自由教育運動」）真っ只中にあったイートン校ないしパブリックスクールをモデルにしていると称する学校は日本に数多い。
中でも愛知県第八中学校（現・愛知県立刈谷高校）は初代校長羽生隆が「イートンに学べ。東洋のイートンたれ。｣と掲げ学校運営を行い、野球を禁じてサッカーとマラソンを校技とし、さらに生徒用の寄宿舎を同校の敷地内に整備した（現在はない）。同校は1988年以来、イートン校と正式に交換留学を行っている。
現代でも、都立秋川高校、東京都八王子市の穎明館中・高、愛知県蒲郡市の海陽中等教育学校、名古屋市の名古屋中・高、三重県の青山高校、桜丘中・高、兵庫県の自由ヶ丘高校、石川県の旧叡明館中・高など数多い。
イートン校と同じく、英国国教会をルーツとする立教新座中学校・高等学校（前・立教高校）では、イートン校から学生を受け入れるなどの国際交流を行っている。同校の姉妹校で、立教高校元校長の縣康が英国に創設した立教英国学院も、イートン校を始めとするボーディングスクールをモデルとして設立されている。

### イートン・カレッジサマースクール
夏休みの寮生が帰省する期間を利用し毎年日本の高校から男女320人を上限として受け入れ、サマースクールを開催している。
18日間を通じて英語と英国文化を学び､英語での50時間のTEFL（Teaching English as a Foreign Language）の授業も含まれる。

### 参加校
東京都
- 巣鴨中学校・高等学校
- 学習院女子中・高等科
- 穎明館中学・高等学校

神奈川県
- 桐光学園中学校・高等学校
- 北鎌倉女子学園中学校・高等学校
- 関東学院中学校高等学校

千葉県
- 市川中学校・高等学校

静岡県
- 静岡聖光学院中学校・高等学校

愛知県
- 海陽中等教育学校
- 金城学院中学校・高等学校
- 名古屋中学校・高等学校

大阪府
- 金蘭千里中学校・高等学校

岡山県
- 岡山中学校・高等学校

熊本県
- 熊本県立熊本高等学校

長崎県
- 青雲中学校・高等学校

鹿児島県
- ラ・サール中学校・高等学校